# ناظم شاکر
ناظم شاکر (انگلیسی: Nadhum Shaker؛ زادهٔ ۱۳ آوریل ۱۹۵۸ - درگذشته ۱۱ سپتامبر ۲۰۲۰) بازیکن فوتبال اهل عراق بود که در تیم ملی فوتبال عراق نیز بازی کرده بود.
شاکر در ۱۱ سپتامبر ۲۰۲۰ به دلیل ابتلا به ویروس کرونا درگذشت.